# Phân nhóm hành vi
Phân nhóm hành vi là một phương pháp phân tích thống kê được sử dụng trong bán lẻ để xác định xu hướng mua hàng của người tiêu dùng và cửa hàng nhóm dựa trên hành vi mua của người tiêu dùng.

## Phân cụm truyền thống và hành vi

### Phân cụm truyền thống
Trong lịch sử, các nhà bán lẻ và nhà sản xuất đã phân nhóm các cửa hàng dựa trên các ràng buộc từ trên xuống như quy mô cửa hàng, tổng khối lượng bán hàng của cửa hàng, biểu ngữ bán lẻ hoặc yêu cầu chuỗi cung ứng để đảm bảo chuỗi hoạt động hiệu quả. Trong các trường hợp khác, một chiến lược để nhóm các cửa hàng thành các cụm nhân khẩu học hoặc địa lý chung được theo sau. Lợi ích chính của việc sử dụng cách tiếp cận truyền thống từ trên xuống là, bằng cách sử dụng mức trung bình cho các cửa hàng nhóm, nó đảm bảo chuỗi hoạt động với hiệu quả tối đa. Rủi ro khi sử dụng phương pháp này là không đáp ứng nhu cầu nội địa hóa trên cơ sở từng cửa hàng, dẫn đến mất doanh thu tiềm năng.

### Phân cụm hành vi
Khi thực hiện phân cụm hành vi, các cụm cửa hàng được hình thành dựa trên việc phân tích hiệu suất thực tế (ví dụ: tiền bán hàng, đơn vị bán) của các mặt hàng, danh mục hoặc bộ phận, trong mỗi cửa hàng trong mạng. Cách tiếp cận này cho phép các nhóm cửa hàng được tạo ra dựa trên hành vi mua hàng của người tiêu dùng thực tế.
Sau khi đặt mỗi cửa hàng trong một cụm, các chiến lược tập trung vào người tiêu dùng cá nhân có thể được tạo ra để tạo điều kiện cho các kế hoạch tiếp thị, quảng cáo, bán hàng, giá cả và quảng cáo được nhắm mục tiêu. Ngoài ra, một khi các nhóm cửa hàng được hình thành, các nhà bán lẻ và nhà sản xuất có thể phân tích các cụm cửa hàng kết quả để xác định sự tương đồng về nhân khẩu học, tâm lý hoặc địa lý. Ví dụ, phân tích của một nhóm cửa hàng có thể nhấn mạnh rằng tất cả chúng đều nằm ở một vị trí địa lý tương tự (ở Đông Bắc hoặc gần các trung tâm dân cư lớn) hoặc có thể tồn tại sự tương đồng về dân số cụ thể, ví dụ như một nhóm dân tộc, độ tuổi hoặc thu nhập cụ thể một ưu tiên mạnh mẽ cho một thương hiệu cụ thể hoặc phong cách. Điều này cho phép nhà bán lẻ xác định danh mục nào sẽ được đại diện trong các cửa hàng tương tự, cách chúng sẽ được tiếp thị và quảng bá, và nơi chúng sẽ được định vị và định giá trong cửa hàng.
Lợi ích chính của việc sử dụng phương pháp phân cụm hành vi từ dưới lên là cho phép nhà bán lẻ nhanh chóng xác định các cụm cửa hàng có mô hình nhu cầu tương tự, cho phép họ phát triển các chiến lược tiếp thị, bán hàng, không gian và giá cả thực sự lấy khách hàng làm trung tâm. Rủi ro khi sử dụng phương pháp này là một sự mất tiềm năng trong hiệu quả hoạt động, nếu có quá nhiều cụm được thiết lập. Chìa khóa để phân cụm hành vi là tìm sự cân bằng nội địa hóa để đáp ứng nhu cầu của người tiêu dùng trong khi vẫn duy trì hiệu quả hoạt động.